# Antidorcasia elongata
Antidorcasia elongata là một loài chân đều trong họ Titaniidae. Loài này được Kensley miêu tả khoa học năm 1971.